# Molagnies
Molagnies – miejscowość i gmina we Francji, w regionie Normandia, w departamencie Sekwana Nadmorska.
Według danych na rok 1990 gminę zamieszkiwało 119 osób, a gęstość zaludnienia wynosiła 26 osób/km² (wśród 1421 gmin Górnej Normandii Molagnies plasuje się na 779. miejscu pod względem liczby ludności, natomiast pod względem powierzchni na miejscu 721.).